# Екітабль-арт
Екітабль-арт (фр. Art équitable — «справедливе мистецтво») — рух в рамках сучасного мистецтва, що з'явився в 2000-х роках. Основним його посиланням є осуд комерціалізації мистецтва, яке пропонується подолати через встановлення справедливих (фр. équité — чесних, рівних) відносин між художником і його аудиторією. Екітабль-арт визначається не стільки естетичними властивостями предметів або творів, скільки відносинами між художником і публікою. Екітабль-арт існує в областях концептуального мистецтва, інсталяції та перформансу.

## Витоки
Початок екітабль-арту було покладено 23 березня 2002 року, коли група художників під назвою «антидолар» організувала в Клермон-Феррані (Франція) публічний перформанс, в рамках якого вони просили у публіки  поділитися з ними їжею. На думку представників колективу, цей  виступ під назвою «ніч холодильника» мало сприйматися як «метафора суттєвої проблеми творця, котрий залежить від долара, який повинен заповнити свій холодильник в більш ліберальній системі».
Художник Патріс Робін, який в той час був частиною колективу, в січні 2004 року в Сеті провів першу виставку робіт екітабль-арту під назвою «Дні і ночі холодильника». З тих пір отримав популярність і сам термін «екітабль-арт».
У 2004 році Патріс Робін провів черговий перформанс, який був дуже схожий на виступ, що минув двома роками раніше. Якщо колектив «антидолар» збирав тільки пожертвування на їжу у публіки, то в 2004 році відбувся власне обмін творів мистецтва - а саме малюнків художника Патріса Робіна, на їжу: курей, морського ляща і салатів  .

## Проблеми
Екітабль-арт має своє коріння в ідеї справедливої торгівлі (Commerce équitable). Художній напрям  також ставить під сумнів статус творів мистецтва в ліберальній  економічній системі, яка панує нині майже повсюдно завдяки процесам глобалізації. Як і в справедливій торгівлі, ідея екітабль-арту полягає в тому, щоб домогтися більшої справедливості у відносинах між покупцями і продавцями мистецтва. Таким чином, справедливе мистецтво пропонує нові відносини між художником і його аудиторією, засновані не стільки на законі попиту і пропозиції, скільки на обміні між творами мистецтва і необхідними товарами.
Таким чином, чесне мистецтво дозволяє художнику жити завдяки плодам своєї творчості без будь-якої комерціалізації, а також створити твори мистецтва легко доступними для публіки.
У цьому сенсі екітабль-арт є і творчим рухом, і свого роду громадянською позицією.